# دعوى جزائية
الدعوى الجزائية دعوى يرفعها المجتمع لمعاقبة أو محاسبة مرتكبي جرائم تشكل خطرا على أمن الدولة وسلامة المجتمع.

## طرق تحريكها
يتم تحريك الدعوى الجزائية من قبل النيابة العامة، إذ تمثل المرجع المخوّل قانوناً للمطالبة برفع دعوى الحق العام، وهي تطّلع على الجرائم الواقعة بإحدى هذه الوسائل:
1.    التحقيقات التي تُجريها بنفسها
2.    الاستقصاءات الأولية لتقصي الجرائم
3.    التقارير التي تردها من السلطة الرسمية

## آليات انتهائها
تنتهي الدعوى الجزائية بأحد هذه الأمور
1.    التقادم
2.    وفاة المتهم
3.    صدور حكم نهائي في القضية
4.    عفو ولي الأمر بما يجوز فيه العفو
5.    التوبة من الفعل الموجب للمحاسبة
6.    إلغاء القانون الذي يعاقب على الفعل
7.    التنازل عن الدعوى ممن له حق فيها

## الفرق بين الدعوى الجزائية والمدنية
الدعوى الجزائية حق للدولة والمجتمع، ولا يجوز إيقافها أو التنازل عنها إلا في حالات محددة قانونيا، والدعوة المدنية حق للفرد المتضرر، وتهدف للحصول على التعويض، وهي ملك للمدّعِي، ويجوز له فيها التنازل.